# Aksai Chin (See)
Der Aksai Chin (Hindi अक्साई चिन झील Aksā'ī cina jhīla, chinesisch 阿克赛钦湖, Pinyin Ākèsài Qīn Hú) ist ein abflussloser Salzsee in Aksai Chin.
Verwaltungstechnisch liegt der See im Kreis Hotan im gleichnamigen Regierungsbezirk Hotan von Xinjiang (Volksrepublik China).
Der 4848 m hoch gelegene Aksai Chin befindet sich auf der wüstenhaften Hochfläche von Aksai Chin. Der See bedeckt eine Fläche von 166 km². Das endorheische Becken des Sees umfasst 7993 km². Es wird im Norden vom 50 km entfernten Kunlun-Gebirge begrenzt. Der See wird fast vollständig vom Schmelzwasser der Gletscher des Kunlun gespeist. Die Gletscherfläche im Einzugsgebiet beträgt 769 km² (9,6 % des Gesamteinzugsgebiets). Wichtigster Zufluss des Sees ist der Aksai-Fluss, der im Kunlun nordöstlich des Sees entspringt.